# 甌海区
甌海区（おうかい-く）は中華人民共和国浙江省温州市に位置する市轄区。甌江の下流南岸にある。

## 行政区画
- 街道：景山街道、梧田街道、南白象街道、茶山街道、婁橋街道、新橋街道、三垟街道、瞿渓街道、郭渓街道、潘橋街道、麗嶴街道、仙岩街道
- 鎮：沢雅鎮

## 交通
- 金温線・温州南駅

## 健康・医療・衛生
- 温州医科大学附属第一医院[1]

## 特産品
- 筍、ライチなどの農産物